# 白金駅
白金駅（しろかねえき）は、岐阜県関市下白金にあった名鉄美濃町線の駅。
2005年4月1日をもって美濃町線が廃止されたため、廃駅となった。岐阜方面から当駅を終点とする列車が一日数本存在した。
旧駅前には関市内巡回バスわかくさ・小金田線の長谷部商店前バス停がある。
当駅は交換可能駅ではあったが日中30分ヘッドでの運転では列車交換は行われておらず（朝夕の15分ヘッドのダイヤでは交換）、当該時間帯は下芥見 - （当駅）  - 赤土坂で併合閉塞が行われていた。

## 歴史
美濃町線の前身である美濃電気軌道の駅として、路線が開業した1911年に開設された。1955年ころからは無人駅となっている。
- 1911年（明治44年）2月11日 - 美濃電気軌道の神田町駅（のちの岐阜柳ヶ瀬駅） - 上有知駅（のちの美濃駅）間の開通と同時に開業[4][5][6]。
- 1930年（昭和5年）8月20日 - 美濃電気軌道が名古屋鉄道（初代。同年中に名岐鉄道に改称し、1935年より名古屋鉄道に再改称）に合併。同社の美濃町線の駅となる[4]。
- 1955年（昭和30年）ころ - 無人化[7]。
- 2005年（平成17年）4月1日 - 美濃町線の廃止に伴い廃駅[5][6]。

## 駅構造
無人駅で、ホームは低床相対式の2面2線。関方面は一線スルー。岐阜方面ホーム上にのみ待合所がある。各ホームへは、駅すぐ東の踏切から入るが、ホーム同士も線路を渡る通路でつながっている。
ホーム間の線路跡の部分には、現在ソーラーパネルが並べられている。

### 配線図
| ← 徹明町方面 | 白金駅 構内配線略図 | → 新関方面 |
| 凡例 出典:   |                     |            |

## 利用状況
- 『名古屋鉄道百年史』によると1992年度当時の1日平均乗降人員は563人であり、この値は岐阜市内線均一運賃区間内各駅（岐阜市内線・田神線・美濃町線徹明町駅 - 琴塚駅間）を除く名鉄全駅（342駅）中269位、 美濃町線日野橋 - 美濃間（14駅）中4位であった[2]。

## 駅周辺
駅西方600メートルで、長良川の支流である津保川を鉄橋で渡っており、美濃町線撮影の名所だった。
- 関山田簡易郵便局

## 隣の駅
名古屋鉄道
美濃町線
上芥見駅 - 白金駅 - 小屋名駅